# Agrotis infuscofasciata
Agrotis infuscofasciata är en fjärilsart som beskrevs av Chalmers-hunt 1961. Agrotis infuscofasciata ingår i släktet Agrotis och familjen nattflyn. Inga underarter finns listade i Catalogue of Life.